# Thành phố Sejong
Thành phố Sejong (세종특별자치시 Hanja: 世宗特別自治市, Hán-Việt: Thế Tông đặc biệt tự trị thị) là một thành phố được xây dựng ở Hàn Quốc và đã xây xong vào năm 2012. Đầu năm 2007, chính phủ Hàn Quốc quyết định thiết lập một huyện hành chính đặc biệt để làm nơi đặt trụ sở làm việc của chín bộ, bốn cơ quan quốc gia hiện đang đặt tại Seoul trên một khu vực đang thuộc địa phận tỉnh Chungcheongnam, gần Daejeon. Huyện mới sẽ được đặt tên là thành phố tự trị đặc biệt Sejong. Phương án tạo ra các thành phố được đề xướng thực hiện sau khi cố tổng thống Roh Moo-hyun đã thất bại trong việc thực hiện việc di dời thủ đô quốc gia từ Seoul đến khu vực này. Thành phố này được đặt tên theo vua Triều Tiên Thế Tông, người có công trong việc tạo ra bảng chữ cái của Triều Tiên. Thành phố này dự kiến sẽ có 500.000 dân.

## Thủ đô hành chính

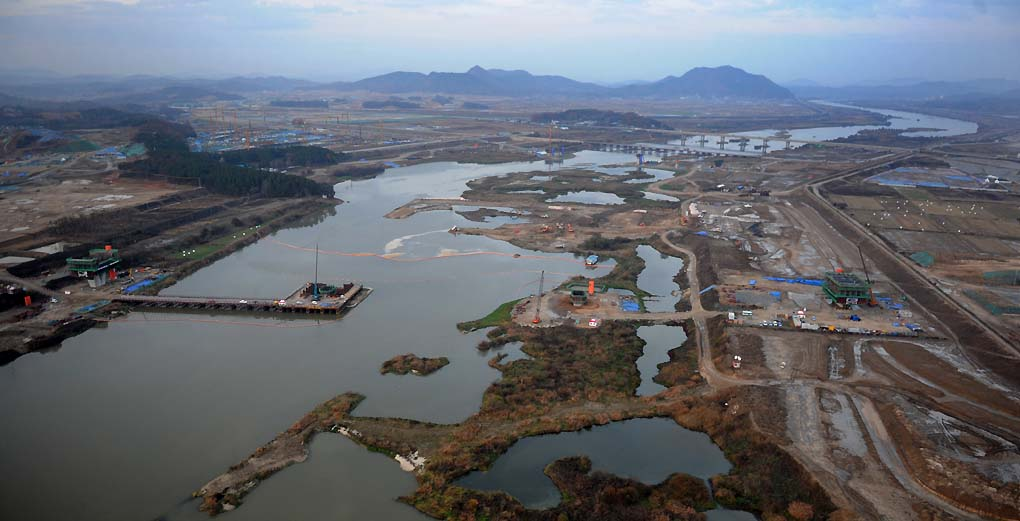
Địa điểm xây dựng tại Sejong, tháng 11 năm 2009

Văn phòng thủ tướng (PMO) là cơ quan chính phủ đầu tiên dời về Sejong. 140 nhân viên của PMO sẽ bắt đầu làm việc tại đây từ ngày thứ Hai 17 tháng 9. 552 viên chức còn lại của PMO cùng các Bộ Tài chính, Bộ Nông nghiệp, Bộ Môi trường và đất, Ủy ban Thương mại sẽ lần lượt chuyển về Sejong trong thời gian tới.
Sejong chính thức trở thành "thành phố tự trị đặc biệt" vào tháng 7/2012. Dự kiến đây sẽ là nơi tập trung mới của 16 bộ và 20 cơ quan trực thuộc các bộ - hiện đang đóng tại Seoul cùng những khu vực lân cận. Việc di chuyển trụ sở của 36 cơ quan này kèm theo khoảng 10.000 công chức nhà nước sẽ hoàn thành vào năm 2014. Nếu theo đúng quy hoạch, ước tính dân số tại Sejong sẽ tăng từ 121.000 người năm 2012 lên 300.000 người vào năm 2020 và nửa triệu người năm 2030 khi việc xây dựng các cơ sở hạ tầng hoàn tất.

## Tên gọi
Thành phố Sejong (Thế Tông) được đặt theo tên của vị vua Thế Tông của nhà Triều Tiên, là cha đẻ của bảng chữ cái ký âm dùng cho tiếng Triều Tiên hiện nay.
Trước khi có tên Sejong, nó được gọi là huyện Yeongi (연기, 燕岐).

## Hành chính
Hansol-dong và Jochiwon-eup là trung tâm của đô thị, toàn thành phố Sejong được chia ra thành 11 đơn vị hành chính cấp 2, gồm có: 1 phường (dong, động), 1 thị trấn (eup, ấp) và 9 xã (myeon, diện).
| Tên            | Hangul   | Hanja    | Hán-Việt         |
| -------------- | -------- | -------- | ---------------- |
| Hansol-dong    | 한솔동   | 한솔洞   | Hansol động      |
| Jochiwon-eup   | 조치원읍 | 鳥致院邑 | Điểu Trí Viện ấp |
| Yeongi-myeon   | 연기면   | 燕岐面   | Yến Kỳ diện      |
| Geumnam-myeon  | 금남면   | 錦南面   | Cẩm Nam diện     |
| Janggun-myeon  | 장군면   | 將軍面   | Tướng Quân diện  |
| Bugang-myeon   | 부강면   | 芙江面   | Phù Giang diện   |
| Yeonseo-myeon  | 연서면   | 燕西面   | Yến Tây diện     |
| Yeondong-myeon | 연동면   | 燕東面   | Yến Đông diện    |
| Jeonui-myeon   | 전의면   | 全義面   | Toàn Nghĩa diện  |
| Jeondong-myeon | 전동면   | 全東面   | Toàn Đông diện   |
| Sojeong-myeon  | 소정면   | 小井面   | Tiểu Tỉnh diện   |